# Royal Academy of Dance
De Royal Academy of Dance (RAD) is een Britse onderwijsinstelling die gespecialiseerd is in dansonderwijs en -training, met de nadruk op klassiek ballet. De RAD werd in 1920 in Londen, Engeland opgericht als de Association of Teachers of Operatic Dancing, en kreeg in 1935 een Royal Charter, waarna de naam wijzigde in Royal Academy of Dancing. Koningin Elizabeth II is de beschermvrouwe. De RAD heeft vertegenwoordigingen wereldwijd.